# Amnesia: The Bunker
Amnesia: The Bunker ist ein Survival-Horror-Computerspiel des unabhängigen Spieleentwicklers Frictional Games, der zuvor schon die Vorgänger der Amnesia-Reihe sowie die eng verwandte Penumbra-Spieleserie und Soma schuf. Das aus der Egoperspektive gespielte Horror-Adventure wurde im Juni 2023 für Windows, Playstation 4, Xbox One und Xbox Series veröffentlicht.

## Handlung
Die Handlung von Amnesia: The Bunker ist zur Zeit des Ersten Weltkrieges angesetzt. Der Protagonist Henri Clement, ein französischer Soldat, sucht das Schlachtfeld nach seinem Freund und Kameraden Augustin Lambert ab, nachdem dieser nicht von seiner Patrouille zurückgekehrt ist. Er findet ihn stark verwundet in einer Grube und versucht ihn zurück in den sicheren Bunker zu bringen. Sie werden dabei jedoch von deutschen Soldaten entdeckt, welche das Feuer eröffnen und durch eine darauffolgende Explosion den Hauptcharakter in einen bewusstlosen Zustand versetzen.
Als er sein Bewusstsein wiedererlangt, findet er sich mit schweren Verletzungen im Lazarett innerhalb des Bunkers wieder, in dem der Strom ausgefallen ist. Clements Annahme, er befände sich alleine dort, wird bald widerlegt, als er mit ansehen muss, wie einer seiner Kameraden von einer Bestie verschleppt und dabei von ihr getötet wird. Seine Hauptaufgabe ist nun, den Bunker zu verlassen, um der schrecklichen Kreatur zu entkommen, allerdings wurde der Ausgang des Bunkers bei der Flucht der Offiziere verschüttet. Auf der Suche nach den dafür benötigten Ressourcen kämpft sich der Protagonist durch verschiedene Nebentrakte und kommt seinem Ziel immer näher.
Nachdem es Henri Clement gelungen ist, den Ausgang frei zu sprengen, steht er der Bestie von Angesicht zu Angesicht gegenüber. Durch das Auffinden verschiedener Notizen erfährt der Hauptcharakter, dass es sich bei der entstellten Kreatur um seinen Freund Augustin Lambert handelt. Um zu entkommen, bleiben ihm nur zwei Möglichkeiten, zwischen denen der Spieler frei wählen kann: der Bestie entkommen oder sie töten.

## Spielprinzip und Technik
Ähnlich wie seine Vorgänger ist auch Amnesia: The Bunker ein Adventure in der Egoperspektive, das Horror-Elemente mit Physik-basierter Interaktion von Objekten vereint. Der Spieler verfügt über ein begrenztes Inventar und besitzt im Gegensatz zu Amnesia: The Dark Descent eine Schusswaffe, die er in verschiedenen Situationen einsetzen kann. Die Schusswaffe hat jedoch begrenzte Munition und kann nicht zur Eliminierung der Bestie eingesetzt werden. Daher ist der Spieler dazu gezwungen, sich leise zu bewegen, um die Aufmerksamkeit der Bestie nicht zu erregen. Durch die eingebaute Physik-Engine kann das Halten, Werfen und Interagieren mit Objekten realistischer dargestellt werden. So können beispielsweise Türen nicht durch einen einfachen Tastendruck geöffnet werden, sondern müssen durch Klicken und Ziehen mit der Maus bewegt werden.
In diesem Teil der Amnesia-Reihe wird auf die Darstellung des psychischen Zustands verzichtet und der Spieler kann sich lediglich auf den physischen Zustand konzentrieren.
Eine weitere Neuerung stellt die Verwendung eines Schutzraumes dar, der sich mittels zwei schwerer Türen verschließen lässt. Er bietet die einzige Speichermöglichkeit innerhalb des Spiels. Zudem können dort Gegenstände und Ressourcen abgelegt werden. Angrenzend an diesen Raum befindet sich der Stromgenerator, der in regelmäßigen Abständen mit Benzin befüllt werden muss, um dauerhafte Beleuchtung zu gewährleisten. Die Dauer kann über eine Uhr kontrolliert werden. Sollte der Strom ausfallen, weil der Tank des Generators leer ist, steht dem Spieler eine aufziehbare Taschenlampe zur Verfügung, um sich in der Dunkelheit zurechtzufinden.

## Rezeption
Amnesia: The Bunker wurde von der Computerspielpresse „im Allgemeinen positiv“ aufgenommen. Aus 55 Wertungen der PC-Fassung aggregierte Metacritic eine Punktzahl von 77 aus 100.

### Auszeichnungen
- IndieDB 2023 Editors Choice: Best Singleplayer[6]